# Смирновська сільська рада (Далматовський район)
Смирно́вська сільська рада (рос. Смирновский сельский совет) — сільське поселення у складі Далматовського району Курганської області Росії.
Адміністративний центр — село Смирново.
Населення сільського поселення становить 226 осіб (2017; 324 у 2010, 501 у 2002).

## Склад
До складу сільського поселення входять:
| Населений пункт       | Населення, осіб (2002) | Населення, осіб (2010) |
| --------------------- | ---------------------- | ---------------------- |
| Осокина, присілок     | 61                     | 33                     |
| Підкоритова, присілок | 30                     | 7                      |
| Смирново, село        | 265                    | 199                    |
| Тропино, село         | 145                    | 85                     |